# ارگسهاوزن
ارگسهاوزن (به آلمانی: Ergeshausen) یک شهر در آلمان است که در Verbandsgemeinde Katzenelnbogen واقع شده‌است. ارگسهاوزن ۱۳۶ نفر جمعیت دارد.